# Clarendon (Australia)
Clarendon – miasto w Australii, w stanie Australia Południowa.